# 突尼斯地理
突尼西亞是位於北非的國家，臨地中海。位於阿爾及利亞和利比亞之間。突尼西亞的座標位置是34°00′N 9°00′E / 34.000°N 9.000°E。突尼西亞的國土面積有163,610平方公里，其中8,250平方公里是水域。突尼西亞和阿爾及利亞有965公里的國境，和利比亞有459公里的國境。領海為12海里。突尼西亞大多數地區屬於地中海氣候，冬季溫和多雨，夏季則乾燥炎熱。